# Zlatan Siric
Zlatan Siric-Bernhard (* 13. März 1942 in Zagreb) ist ein deutscher Diplom-Sportlehrer, Trainer und Pädagoge kroatischer Herkunft.
1964 kam Siric aus Jugoslawien nach Deutschland. Er arbeitete von 1977 bis zu seiner Pensionierung als wissenschaftlicher Mitarbeiter an der Trainerakademie des DOSB in Köln. Er ist zudem zertifizierter Golflehrer der Word Golf Teachers Federation (WGTF) und hat als Trainer im Spitzensport umfangreiche berufliche Erfahrungen und Erfolge gesammelt.
Der interdisziplinäre Ansatz in der Trainerbildung und die daran gebundenen vielfältigen Kontakte in diverse Exzellenzbereiche des Deutschen Spitzensports wurden nach und nach in ein übergreifendes Lehrkonzept überführt, das Siric-Bernhard gegenwärtig im Feld der Erwachsenenbildung am Beispiel der Sportart Golf realisiert.
Siric lebt in Köln, ist verheiratet und hat zwei Kinder. 1979 erhielt er die deutsche Staatsbürgerschaft. Nach der Heirat seiner zweiten Frau nahm er zusätzlich den Familiennamen seiner Frau (Bernhard) an.

## Sportlicher Werdegang als Trainer
- 1975–1977 SV 1946 Crumstadt (Handballtrainer)
- 1977–1979 VfL Gummersbach (Handballtrainer)
- 1980–1981 Juniorentrainer DHB
- 1982–1983 Bayer 04 Leverkusen Handball
- 1983–1985 Rot-Weiss Köln Hockeybundesliga
- 1986–1990 TV Kuchenheim Verbandsliga, div. Trainertätigkeiten im Kindertennis, Kinderjudo und Kindergolf
- 1994–2000 Kindergolf in Golfclub GLC Refrath. Hier entstand in der Kooperation mit DGV das Kindergolf-Programm.
- 2005 WGTF-Golflehrerlizenz
- 2005 Handballtrainer der SG Ollheim/Straßfeld[2]
- 2014 bis heute: Golflehrer bei GolfCity Köln-Pulheim

## Erfolge
- DHB-Pokalsieg 1978 mit dem VfL Gummersbach
- Europapokal der Pokalsieger 1978 und 1979